# Ramón del Castillo
Ramón del Castillo Palop, dit Ramon, est un chanteur espagnol né le 3 mai 1985, à Las Palmas aux Îles Canaries. Il a deux frères ainés.
Il chante essentiellement de la pop musique.
Il a représenté l'Espagne au Concours Eurovision de la chanson 2004 avec la chanson Para llenarme de ti et s'est classé 10e sur 24.

## Discographie
- Es así (Valemusic Records) (2004)
- Cambio de sentido (Multitrack Records) (2006)